# Verwaltungsgemeinschaft Reichling
Die Verwaltungsgemeinschaft Reichling im oberbayerischen Landkreis Landsberg am Lech entstand am 1. Mai 1978 durch Rechtsverordnung der Regierung von Oberbayern.
Mitglieder sind die Gemeinden
1. Apfeldorf, 1254 Einwohner, 12,31 km²
2. Kinsau, 1050 Einwohner, 11,45 km²
3. Vilgertshofen, 2769 Einwohner, 27,10 km²
4. Reichling, 1711 Einwohner, 23,26 km²
5. Rott, 1763 Einwohner, 19,75 km²
6. Thaining, 1103 Einwohner, 8,70 km²

Sitz der Verwaltungsgemeinschaft ist Reichling.